# آتزنتا دل ماسترات
آتزنتا دل ماسترات (به اسپانیایی: Adzaneta) یک منطقهٔ مسکونی در اسپانیا است که در الکالاتن واقع شده‌است. آتزنتا دل ماسترات ۷۱٫۲ کیلومتر مربع مساحت دارد ۴۰۲ متر بالاتر از سطح دریا واقع شده‌است.